# 'Ndrina Gaglianesi
La 'ndrina dei Gaglianesi è una cosca malavitosa o 'ndrina della zona di Catanzaro.

## Organizzazione
I presunti capibastone della Cosca dei Gaglianesi sono: Girolamo Costanzo alias Compare Gino, Anselmo Di Bona alias Cavallo Pazzo, Lorenzo Iiritano alias A Ditta.
Dentro Catanzaro, secondo l'organigramma ricostruito dalla Squadra mobile, ai quartieri dell'area Centro-Nord, provvedevano direttamente Anselmo Di Bona, Pietro Procopio alias u biondu e Lorenzo Iiritano, con la collaborazione di alcuni "fedelissimi" come Maurizio Sabato e Marcello Amelio.
Di Catanzaro Sud e S. Maria si occupavano Antonio Comito e Vitaliano Cannistrà, Antonio Gualtieri "Cucuzza", controlla il quartiere Siano. Infine Corvo, Germaneto e Catanzaro Lido erano affidati a Cosimino Abbruzzese "U Tubu" e Domenico Bevilacqua "Toro Seduto".

## Esponenti di spicco
- Tommaso Mazza, capobastone arrestato nell'operazione Falco-Ghibli del 1993 e pentito dal 1994[1].
- Girolamo Costanzo, capo e referente degli Arena[2].
- Anselmo Di Bona
- Lorenzo Iiritano